# Kristine Bilkau

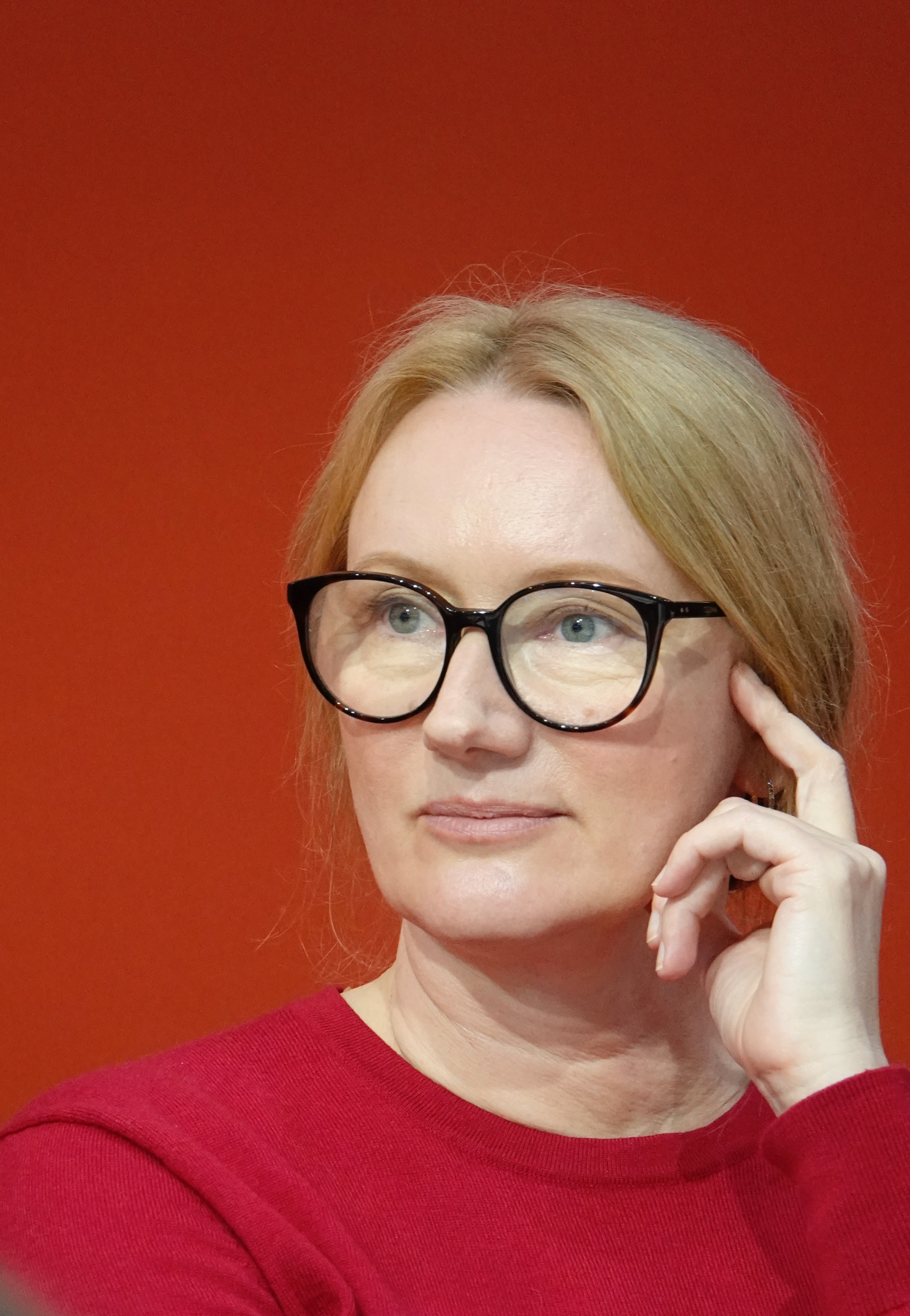
Kristine Bilkau 2025 auf der Leipziger Buchmesse

Kristine Bilkau (* 1974 in Hamburg) ist eine deutsche Journalistin und Schriftstellerin. Ihre Romane zählen zur deutschen Gegenwartsliteratur und wurden ausgezeichnet.

## Leben
Geboren in Hamburg, aufgewachsen in Schleswig-Holstein, studierte sie an der Universität Hamburg und der Tulane University, New Orleans, Geschichte, Amerikanistik und Germanistik. Danach arbeitete sie als Journalistin für Frauen- und Wirtschaftsmagazine. Im Jahre 2008 war sie Finalistin des Literaturwettbewerbs Open Mike in Berlin und im darauffolgenden Jahr Stipendiatin der Autorenwerkstatt des Literarischen Colloquiums Berlin. 2010 erhielt sie das Stipendium des Künstlerdorfes Schöppingen. 2013 nahm sie an der Bayerischen Akademie des Schreibens des Literaturhauses München teil.
Sie ist Mitgründerin des PEN Berlin.
Bilkau lebt mit ihrer Familie in Hamburg.

## Werke
2015 veröffentlichte sie ihren ersten Roman Die Glücklichen. Er beschreibt den leisen sozialen Abstieg einer Kleinfamilie ins Prekariat. Der Roman wurde mehrfach ausgezeichnet, unter anderem mit dem mit Franz-Tumler-Preis, dem Klaus-Michael-Kühne-Preis und dem Hamburger Förderpreis für Literatur. Außerdem wurde Die Glücklichen in mehrere Sprachen übersetzt. Die Münchener Kammerspiele produzierten 2017 eine Theater-Adaption von Die Glücklichen.
Anfang 2025 sendete der MDR Kultur im Rahmen der Lesezeit 10 Folgen mit Sandra Hüller als Sprecherin. Im folgenden Jahr erschien im Suhrkamp Verlag eine Anthologie mit Texten junger Autoren um den Themenbereich Heimat, Fremde und Identität mit einem Text von Kristine Bilkau.
Im Jahr 2022 wurde ihr Roman Nebenan in die Shortlist des Deutschen Buchpreises aufgenommen.
2023 veröffentlichte sie das Buch Wasserzeiten – über das Schwimmen, in dem sie von ihrer Liebe zum Schwimmen erzählt, verbunden mit historischen, kulturellen und sozialen Aspekten zum Thema.
Ihr Roman Halbinsel wurde 2025 mit dem
Preis der Leipziger Buchmesse in der Kategorie Belletristik ausgezeichnet. Die Jury beschrieb das Werk als „sensibel gebauten Roman“.

## Schriften
- Geschmeidig, brutal und sexy: James Bond als Beispiel für die Konstruktion von Männlichkeit in den Medien. VDM, Müller, Saarbrücken 2007, ISBN 978-3-8364-1524-8.
- Die Glücklichen. Luchterhand, München 2015, ISBN 978-3-630-87453-1.
- Eine Liebe, in Gedanken. Luchterhand, München 2018, ISBN 978-3-630-87518-7.
- Nebenan. Luchterhand, München 2022, ISBN 978-3-630-87519-4.
- Wasserzeiten – über das Schwimmen. Arche, Zürich 2023, ISBN 978-3-7160-2819-3.
- Halbinsel. Roman. Luchterhand, München 2025, ISBN 978-3630877303.

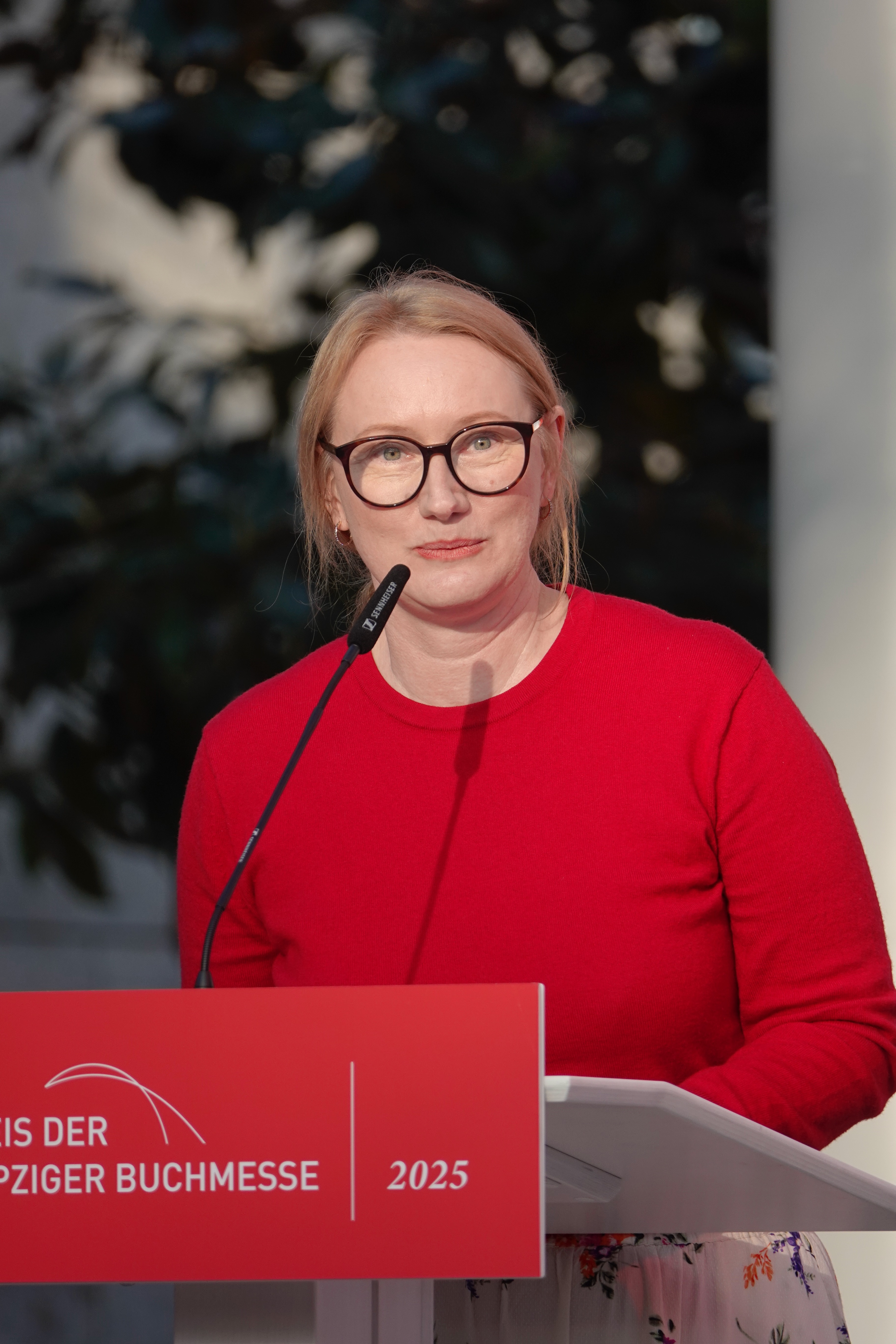
Kristine Bilkau – Gewinnerin des Preises der Leipziger Buchmesse 2025 bei ihrer Dankesrede

## Auszeichnungen
- 2013: Hamburger Förderpreis für Literatur und literarische Übersetzungen
- 2015: Franz-Tumler-Literaturpreis für Die Glücklichen
- 2015: Klaus-Michael Kühne Preis für Die Glücklichen
- 2021: Hamburger Literaturpreis für Nebenan
- 2022: Shortlist zum Deutschen Buchpreis für Nebenan
- 2025: Preis der Leipziger Buchmesse in der Kategorie „Belletristik“ für Halbinsel[16]